# Liste von Mystikern
Diese Liste von Mystikern nennt wichtige Mystiker, aufgeteilt nach Religionen und in chronologischer Reihenfolge. Zur Definition von „Mystiker“ siehe den Artikel Mystik.

## Christliche Mystiker und wirkungsgeschichtlich wichtige Autoren zur mystischen Theologie
- siehe auch: Christliche Mystik

### Anfänge der christlichen Mystik
- Origenes (185–254)
- Gregor von Nyssa (um 335/340–nach 394)
- Augustinus von Hippo (354–430)
- Pseudo-Dionysius Areopagita (um 500)
- Maximus Confessor (580–662)

### Christliche Mystiker im Mittelalter
- hl. Bernhard von Clairvaux (* um 1090, † 1153), ein Kirchenlehrer,
- Hildegard von Bingen (1098–1179),
- Joachim von Fiore (1130/1135–1202)
- Amalrich von Bena (* in Bène bei Chartres; † 1206 oder 1207),
- hl. Franz von Assisi (1181/1182–1226),
- Mechthild von Magdeburg (1207/10–1282/94), Mechthild von Hackeborn (1241/42–1299) und hl. Gertrud von Helfta (1256–1301/2) lebten alle im Zisterzienserinnenkloster Helfta in Eisleben (Sachsen-Anhalt),
- Marguerite Porete (1250/60–1310), Begine, verfasste den „Spiegel der einfachen Seele“, den meistverbreiteten mystischen Traktat des 14. Jahrhunderts und wurde als Häretikerin auf dem Scheiterhaufen verbrannt
- hl. Johannes Bonaventura (vor 1221–1274), Kirchenlehrer und Franziskanertheologe, der auch Werke wie die „Pilgerreise der Seele zu Gott“ verfasste
- Agnes Blannbekin (um 1250–1315), Begine und Franziskanerin des Dritten Ordens in Wien, deren Visionen in Vita et Revelationes überliefert sind
- Dietrich von Freiberg
- Meister Eckhart (1260–1328), deutscher Theologe und Philosoph
- Heinrich von Friemar (der Ältere) (um 1245–1340), Augustinermönch, welcher, teils von Eckhart beeinflusst, den ersten Traktat über die Unterscheidung der Geister und die mystischen Traktate De adventu Verbi in Mentum und Tractatus de adventu Domini verfasste,
- Hermann von Fritzlar, dessen von 1343 bis 1349 verfasste asketische Prosasammlung, das „Buch von der Heiligen Leben“, um 1400 sehr einflussreich wurde,
- Johannes Tauler (um 1300–1361), deutscher Mystiker, wirkte zu Zeiten der Pest in Straßburg. Mit seiner Predigt von der Einheit des Menschen mit Gott (unio mystica) forderte er ethische Vervollkommnung, die aktiv zu betreiben sei. Dies kam einer starken Nachfrage nach privater Frömmigkeit sehr entgegen (vgl.: Devotio moderna),
- Birgitta von Schweden (1303–1373), schwedische Mystikerin und Gründerin des Erlöserordens
- Rulman Merswin (1307–1382), Kaufmann und geistlicher Schriftsteller, gehörte zu den „Gottesfreunden“,
- Heinrich von Nördlingen (um 1310–evtl. 1379), Nonnenseelsorger, mit Tauler befreundet, Briefverkehr gibt Aufschluss über die oberdeutschen bzw. Basler „Gottesfreunde“, in seinem Umkreis entstand die oberdeutsche Übersetzung von Mechthilds von Magdeburg Werk Das fließende Licht der Gottheit,
- sel. Margareta Ebner (1291–1351), eine Dominikanernonne, Briefwechsel mit Heinrich von Nördlingen
- Christine Ebner (1277–1356), ebenfalls eine Dominikanerin und eine Nonne, Kontakt mit Margareta Ebner, aber nicht verwandt
- sel. Heinrich Seuse (1295–1366), ein deutscher Mystiker, von dem ein inneres Gnadenerlebnis, Ekstasen und Askesen berichtet werden, die wohl teils hagiographischen Ursprungs sind. Als Student am Studium Generale des Dominikanerordens ist er begeisterter Schüler Eckharts, diesen verteidigt er gegen Kritiker und wettert selbst gegen die Brüder des freien Geistes, später gerät er wie Eckhart unter Häresieverdacht, seine Schriften sind ihres poetischen Reichtums wegen bekannt und prägen ein noch immer verbreitetes Bild der Deutschen Mystik. Sein „Büchlein der Wahrheit“ war ein beliebtes Andachtsbuch im Mittelalter, seine geistliche Vita ist die erste in deutscher Sprache (wenngleich mit Einflüssen seiner geistlichen Tochter Elsbeth Stagel),
- sel. Jan (o. Johannes) van Ruysbroek (o. Ruusbroec o. Rusbrochius) (1293–1381), ein flämischer Mystiker,
- der unbekannte Autor des Werks Gottesfreund im Oberland (1346) gehörte einer Gemeinschaft von Männern und Frauen an, die im Rahmen eigener Laienfrömmigkeit ethische Erneuerung statt klerikal gebundener Frömmigkeit suchten,
- Thomas von Kempen (1380–1471) ist der Verfasser der Nachfolge Christi (De imitatione Christi), des berühmtesten Werkes der so genannten Devotio moderna,
- Hendrik Herp († 1477/78), einflussreicher flämischer Prediger und Autor mystischer Schriften,
- Niklaus von Flüe (Bruder Klaus) (1417–1487) zählt zu den letzten spätmittelalterlichen Mystikern. Wegen des päpstlichen Schismas waren weite Teile der Schweizer Eidgenossenschaft exkommuniziert, was Laienbewegungen Aufschwung brachte. Niklaus wurde vom Mystikerkreis des Klosters Engelberg und den Straßburger Gottesfreunden beeinflusst; von ihm werden asketisches Fasten und ein Turmerlebnis in Jugendjahren berichtet sowie ein Lichterlebnis, das ihn zur Heimkehr aus der Einsiedelei bewog; er wirkte als politischer Berater, verband also Mystik und Politik. Neben Sprüchen und Reimgebeten sind eine nicht von ihm verfasste, aber seine oder verwandte Worte wiedergebende volkstümliche Erbauungsschrift überliefert.
- Katharina von Genua (1447–1510), italienische Heilige und Mystikerin

### Mystik in der Neuzeit (16.–19. Jh.)
Wichtige Vertreter der christlichen Mystik im 16. Jahrhundert sind hl. Teresa von Ávila und hl. Johannes vom Kreuz, die Frauen- bzw. Männerorden der barfüssigen Karmeliten gründeten und hierfür von der katholischen Kirche den Ehrentitel Doctor mysticus (Lehrer der Mystik) erhielten.
- hl. Teresa von Ávila (1515–1582), spanische Mystikerin,  gründete Karmelitinnenklöster, darunter das erste Frauenkloster Spaniens, wirkte aktiv in der Seelsorge und verfasste geistliche Texte. Die „Innere Burg“ beschreibt den Weg ins Innerste des Menschen. Sie ist bekannt für ihre Predigt der Freundschaft mit Gott.
- hl. Johannes vom Kreuz (1542–1591), spanischer Mystiker, wurde durch Theresa von Avila für Reformen des Karmelitenordens gewonnen, lebte streng asketisch und suchte eine leidenschaftliche Spiritualität. Seine ekstatischen Visionen schlugen sich in einer geistlichen Poesie nieder.

Weitere wichtige Mystiker dieser Zeit waren:
- hl. Ignatius von Loyola (1491–1556) mit seinen Exerzitien,
- Johann von Staupitz (um 1465–1524), katholischer Theologe und Professor. Verfasste zahlreiche Schriften, die stark von der mittelalterlichen Mystik beeinflusst sind. Bekannt vor allem als Beichtvater und Förderer Martin Luthers.
- Martin Luther (1483–1546) war tief in der mystischen Tradition verwurzelt: sein Beichtvater Johann von Staupitz sowie entsprechende frühere Schriften (insbesondere Johannes Tauler und Theologia deutsch) prägten tief die Entwicklung seiner reformatorischen Ansichten und seine Lehren der Rechtfertigung und des Priestertums aller Gläubigen.[1] Allerdings wandte Martin Luther sich später scharf gegen die so genannten Schwärmer. Dies hatte vor allem politische Gründe, verursachte aber unzählige Verwirrungen und weitere Spaltungen.
- Sebastian Franck (1499–1542/3), zunächst ein katholischer Priester, dann zum Protestantismus übergetreten und als lutherischer Pfarrer tätig. Pazifist, Schriftsteller. 1528 sagte er sich von allen Konfessionen los und entwickelte eigene Ideen eines dogmenfreien Christentums des Herzens.
- Valentin Weigel (1533–1588), ein deutscher Pastor, mystisch-theosophischer Schriftsteller. Zeitlebens verbarg er seine Sebastian Franck und Jakob Böhme nahestehenden mystischen Auffassungen. Erst zwanzig Jahre nach seinem Tode gelangten viele seiner Schriften, befördert von seinem Amtsnachfolger und seinen Söhnen, zum Druck. 1626 wurden seine Bücher öffentlich verbrannt.
- Franz von Sales (1567–1622), Bischof, Kirchenlehrer
- Jakob Böhme (1575–1624)
- Angelus Silesius (eigentlich: Johann Scheffler; 1624–1677)
- Jacques Bertot (1622–1681), Seelenführer Madame Guyons in deren jungen Jahren.
- Jeanne-Marie Bouvier de La Motte Guyon (1648–1717), genannt Madame Guyon, französische Mystikerin.
- Giovanni Battista Scaramelli (1687–1752), italienischer Jesuit, Verfasser asketischer und mystischer Schriften.
- Daniel Czepko (1605–1660), ein deutscher Dichter und Dramatiker. Seine meisten Werke blieben zu seinen Lebzeiten wegen Zensur ungedruckt.
- Maria Anna Lindmayr (1657–1726), deutsche Karmelitin und Mystikerin.
- Gerhard Tersteegen (1697–1769), ein deutscher Theologe, niederrheinischer Prediger, Seelsorger, Schriftsteller und Mystiker des reformierten Pietismus.
- George Fox (1624–1691), der Gründervater der Quäker
- Johann Valentin Andreae war der Begründer der Rosenkreuzer.
- Emanuel Swedenborg formulierte ein eigenes Lehrsystem, welches später zur Gründung der Neuen Kirche (Kirche des neuen Jerusalem) führte.
- Jean Nicolas Grou (1731–1803), französischer Jesuit, Verfasser zahlreicher asketischer und mystischer Schriften.
- Jakob Lorber (1800–1864), katholischer Musiker, der als „Schreibknecht Gottes“, eine ihm angeblich von Gott diktierte „Neuoffenbarung“ mit 25 umfangreichen Bänden niederschrieb
- Marie de la Croix (1840 – 1917), französische Ordensschwester und Mystikerin
- Mirjam von Abellin (1846 – 1878), Unbeschuhte Karmelitin und Mystikerin
- Eugenie von der Leyen (1867 – 1929), Prinzessin, Buchautorin und Mystikerin
- Anna Schäffer (1882–1925), deutsche Heilige und Mystikerin
- Carl Welkisch (1888–1984), Mystiker und Geistiger Heiler. Sein Hauptwerk „Im Geistfeuer Gottes“ handelt von der Durchdringung der Leibesmaterie durch den Geist Gottes (Vergeistigung).
- Therese Neumann (1898–1962), katholische Mystikerin

### Christliche Mystik in der Orthodoxen Kirche
Siehe: Liste der Starzen.

### Christliche Mystik heute (20.–21. Jh., alphabetisch geordnet)
- Candido Amantini (1914–1992) Seligsprechungsprozess eingeleitet, Passionist, Mystiker und Exorzist.
- Rut Björkman (1901–1988), Autorin
- Henri Boulad (1931–2023), ägyptischer Jesuit, Caritasdirektor und Buchautor
- Madeleine Delbrêl (1904–1964), „Mystikerin der Straße“, eine französische Schriftstellerin und katholische Sozialarbeiterin
- Hugo Makibi Enomiya-Lassalle (1898–1990), war ein deutsch-japanischer Jesuit und Zen-Meister.
- Dag Hammarskjöld (1905–1961), ein parteiloser schwedischer Staatssekretär, zweiter UN-Generalsekretär, Friedensnobelpreisträger; hinterließ das spirituelle Tagebuch Vägmärken („Zeichen am Weg“), das erst nach seinem Tod bekannt und veröffentlicht wurde und einen explizit mystischen Inhalt offenbarte
- Louisa Jaques (1901–1942), Klarissin, auch Maria von der Dreifaltigkeit genannt
- Thomas Keating (1923–2018), Mitbegründer des Centering Prayer
- Frank Laubach (1884–1970)
- David Steindl-Rast (* 1926)
- Pierre Teilhard de Chardin (1881–1955)
- Simone Weil (1909–1943), war eine französische Philosophin, Mystikerin, Lehrerin und Sozialrevolutionärin jüdischer Abstammung.
- Francisco Whitaker Ferreira (* 1931), ein befreiungstheologisch orientierter katholischer Aktivist aus Brasilien, Mitgründer des Weltsozialforums sowie Träger des Right Livelihood Award

Im deutschen Sprachraum sind es beispielsweise:
- Carl Albrecht (1902–1965), ein prominenter Bremischer Arzt, der über die Beschäftigung mit dem Autogenen Training zu wegweisenden philosophisch-phänomenologischen Studien mystischer Bewusstseinszustände gelangte und sich dabei im Laufe der Zeit von einem naturwissenschaftlich-skeptischen Erforscher des Phänomens Mystik zu einem der bedeutendsten christlichen Mystiker der Moderne wandelte
- Franz Bernhard Ammann
- Dietrich Bonhoeffer (1906–1945)
- Reinhard Körner (* 1951)
- Anselm Grün (* 1945), der vom „inneren Raum der Stille, in dem Gott in uns geboren wird“ spricht, der Freiheit verschaffe, wenn man mit ihm in Berührung komme (Anselm Grün, Der Glaube der Christen, S. 149). Ferner sei für ihn Mystik Einssein mit Gott, mit sich selbst und mit allen Menschen. Solche Momente des Einsseins beendeten die innere Zerrissenheit und seien Augenblicke der Selbstwerdung bzw. der Individuation im Sinne von C. G. Jung (Ebenda, S. 149). Mystik sei ein Weg echter Menschwerdung, der uns zu unserem wahren Selbst führe, und ein Weg tiefer Gotteserfahrung (Ebenda, S. 150).
- Willigis Jäger (1925–2020), ein deutscher Benediktinermönch, buddhistischer Lehrer und Zen-Meister.
- Gustav Landauer (1870–1919), Skeptiker als auch Mystiker, grundlegend als konfessionell weniger gebundene Form „atheistischer Theologie“
- Rupert Lay (1929–2023), Jesuit und Autor
- Fritz Mauthner (1849–1923), gottlose Mystik (1923)
- Christian Morgenstern (1871–1914)
- Bernhard Philberth (1927–2010), Priester, Physiker und Buchautor
- Dorothee Sölle (1929–2003)
- Maria Simma (1915–2004), Autorin und Mystikerin
- Edith Stein (1891–1942), im KZ ermordete vom Judentum konvertierte heiliggesprochene Karmelitin und Philosophin
- Charles Waldemar
- Gerhard Wehr (1931–2015), Autor
- Carl Friedrich von Weizsäcker (1912–2007), Naturphilosoph
- Jörg Zink (1922–2016)

## Islamische Mystiker
- siehe: Kategorie:Sufi
- siehe auch: Sufismus

## Jüdische Mystiker
- siehe auch: Kabbala
- siehe auch: Chassidismus

- Schimon ben Jochai (2. Jh. n. Chr.)
- Abraham Abulafia (1240–nach 1291)
- Mosche de Leon (um 1250–1305)
- Isaak Luria (1534–1572)
- Baal Schem Tow (um 1700–1760)
- Rabbi Nachman von Brazlaw (1772–1810)
- Zemach Zedek (1789–1866)
- Abraham Isaak Kook (1865–1935)
- Friedrich Weinreb (1910–1988)
- Etty Hillesum (1914–1943), im KZ ermordete jüdische Lehrerin aus den Niederlanden

## Hinduismus
- Siehe auch: Hinduismus

- Shankara (788–820)
- Andal (8./10. Jh.?)
- Lalleshwari (1320–1392)
- Chaitanya (1486–1533)
- Mirabai (1498–1546)
- Tukaram (1608–1649)
- Ramakrishna (1836–1886)
- Vivekananda (1863–1902)
- Ramana Maharshi (1879–1950)
- Yogananda (1893–1952)
- Anandamayi Ma (1896–1982)
- Nisargadatta Maharaj (1897–1981)
- Gopi Krishna (1903–1984)
- Mooji (* 1954)

## Sikhismus
- siehe auch* Sikhismus

Die „zehn Gurus“ sind:
- Nanak Dev (1469–1539)
- Amar Das (1479–1574)
- Angad Dev (1504–1552)
- Ram Das (1534–1581)
- Arjan Dev (1563–1606)
- Har Gobind (1595–1644)
- Har Rai (1630–1661)
- Har Krishan (1656–1664)
- Tegh Bahadur (1621–1675)
- Gobind Singh (1666–1708)

## Sonstige Mystiker
Aus anderen Traditionen stammend, eigenständig oder nicht eindeutig zuzuordnen:
- Plotin (um 205–um 270)
- Kabir (1440–1518)
- Shiv Dayal Singh (1818–1878)
- Beinsa Duno (1864–1944)
- Aurobindo Ghose (1872–1950)
- Mira Alfassa (1878–1973)
- Jiddu Krishnamurti (1895–1986)
- Georges Bataille (1897–1962)
- David R. Hawkins (1927–2012)
- Osho (1931–1990)
- Eckhart Tolle (* 1948)
- Bernhard P. Wirth (* 1958)
- OM C. Parkin (* 1962)